# Nolima pinal
Nolima pinal is een insect uit de familie van de Mantispidae, die tot de orde netvleugeligen (Neuroptera) behoort. 
Nolima pinal is voor het eerst wetenschappelijk beschreven door Rehn in 1939.